# Królowie Paflagonii

## Królowie Paflagonii

### Mityczni królowie
- Nieznani władcy(?)
- Pylajmenes (ok. 1200?)
- Nieznani władcy(?)

### Historyczni królowie
- Zależność od Frygii ok. 1000-695
- Najazd Kimmerów 695-626
- Zależność od Lidii 626-546
- Zależność od Persji 546-334

Dynastia Pylajmenidów
- Korylas (ok. 400-395 p.n.e.)
- Kotys (ok.395-380)
- Tyus (Tys, Tyos) (ok. 380-370)
- Panowanie Persji ok. 370-334
- Panowanie Macedonii 334-323
- Panowanie Diadochów: Antygona I Jednookiego, potem Lizymacha 323-281
- Panowanie Seleucydów 281-190

Dynastia celtycka (galacka)
- Goizatoryks (ok. 190)
- Morzios (ok. 189-po 179)

Dynastia Pylajmenidów
- Pylajmenes I (ok. 131)
- Pylajmenes II Euergetes (przed 110) [syn Nikomedesa III Euergetesa, króla Bitynii]
- Panowanie Pontu 89-84
- Panowanie Pontu 74-63
- Attalos (63-40) [syn?]
- Zależność od Rzymu 63-6
- Pylajmenes III (koregent 63-?) [brat?]

Dynastia celtycka (galacka)
- Kastor (40-36; król Galacji i Małej Armenii 40-36)
- Dejotar (II) Filadelf (36-6; król Małej Armenii 36-33) [syn]
- Adobogiona (koregentka) [siostra]
- Dejotar Filopator (koregent 36-27) [syn Dejotara (II)]
- Podbój Paflagonii przez Rzym 6 p.n.e.